# High & hungrig
High & hungrig ist das erste Kollaboalbum der deutschen Rapper Bonez MC und Gzuz. Es erschien am 23. Mai 2014 als Standard-Edition und Boxset über das Label distri und wird von Soulfood vertrieben. Am 27. Mai 2016 wurde das Nachfolge-Album High & hungrig 2 veröffentlicht, knapp neun Jahre nach dem ersten Teil folgte am 27. April 2023 mit High & hungrig 3 der dritte Teil.

## Produktion
Fast das gesamte Album wurde von Jambeatz, dem Musikproduzenten der 187 Strassenbande, produziert. Lediglich der Beat zum Lied Klack 18.30 stammt von Bozza.

## Covergestaltung
Das Albumcover zeigt Gzuz und Bonez MC, umgeben von grünem Rauch, Geldscheinen und Marihuana. Im Vordergrund steht der Titel High & hungrig in Schwarz, während sich der weiße Schriftzug Gzuz & Bonez MC am oberen Bildrand befindet.

## Gastbeiträge
Neben den beiden Protagonisten, die teilweise auch Solotracks haben, sind auf dem Album noch weitere Künstler vertreten. So haben die 187 Strassenbande-Mitglieder Maxwell und Sa4 jeweils zwei Gastauftritte. Zudem sind die Rapper Olexesh, Omik K. und Capuz auf je einem Song zu hören.

## Titelliste
| #  | Titel         | Interpreten                   | Länge |
| -- | ------------- | ----------------------------- | ----- |
| 1  | Intro         | Gzuz                          | 0:43  |
| 2  | Scheiss Tag   | Gzuz, Bonez MC & Olexesh      | 4:01  |
| 3  | Geld          | Gzuz & Bonez MC               | 2:41  |
| 4  | Wer wir sind  | Gzuz, Bonez MC & Sa4          | 3:43  |
| 5  | Krass         | Bonez MC                      | 2:20  |
| 6  | Guck mich um  | Gzuz                          | 2:43  |
| 7  | Mit uns       | Gzuz, Bonez MC, Maxwell & Sa4 | 3:53  |
| 8  | Klack 18.30   | Gzuz                          | 4:10  |
| 9  | Immer noch    | Gzuz & Bonez MC               | 2:32  |
| 10 | Auf Tour      | Gzuz & Bonez MC               | 3:01  |
| 11 | Ferrari       | Bonez MC                      | 2:10  |
| 12 | Dagegen       | Gzuz & Bonez MC               | 2:58  |
| 13 | Hektik        | Gzuz, Bonez MC & Omik K.      | 3:25  |
| 14 | Leggaschmegga | Bonez MC & Maxwell            | 3:23  |
| 15 | Dieses Boot   | Gzuz, Bonez MC & Capuz        | 3:36  |

Bonus-Song des Boxsets:
| #  | Titel         | Interpreten | Länge |
| -- | ------------- | ----------- | ----- |
| 16 | Arriba Arriba | Bonez MC    | 2:19  |

+ Instrumentals zu allen Liedern

## Chartplatzierungen und Singles
High & hungrig stieg am 6. Juni 2014 auf Platz neun in die deutschen Albumcharts ein und fiel in der folgenden Woche auf Rang 87, bevor es die Top 100 verließ. Im November 2016 konnte es sich erneut für eine Woche auf Position 21 platzieren. Auch in Österreich und der Schweiz erreichte das Album die Charts und belegte Rang 28 bzw. 36.
| ChartsChartplatzierungen | Höchstplatzierung | Wochen |
| ------------------------ | ----------------- | ------ |
| Deutschland (GfK)        | 9 (8 Wo.)         | 8      |
| Österreich (Ö3)          | 28 (1 Wo.)        | 1      |
| Schweiz (IFPI)           | 36 (1 Wo.)        | 1      |

Es wurden Musikvideos zu den Liedern Wer wir sind, Guck mich um und Dagegen veröffentlicht. Zudem erschien ein sechsminütiges Snippet zum Album.

## Rezeption
| Professionelle Bewertungen | Professionelle Bewertungen |
| -------------------------- | -------------------------- |
| Kritiken                   |                            |
| Quelle                     | Bewertung                  |
| rappers.in                 | [ 5 ]                      |

Florian Peking von rappers.in bewertete das Album mit vier von möglichen sechs Punkten. Er schreibt, dass die beiden Protagonisten es schaffen würden, „dem Gangstarap ihren eigenen Stempel aufzudrücken“, was vor allem daran liege, „dass sie als Team einfach gut funktionieren [und] ihre Stimmen und Flows harmonieren.“ Dagegen wurden die Beats und Themen als wenig innovativ kritisiert.